# Kasibu
Kasibu est une municipalité de la province de Nueva Vizcaya, aux Philippines.